# Мелита (пьеса)
«Мелита, или Подложные письма» (фр. Mélite, ou les fausses lettres) — комедия в стихах французского драматурга Пьера Корнеля, написанная в 1629 и впервые опубликованная в 1633 году. Долго считалась первой пьесой этого автора (если «Алидор» тоже написан Корнелем, то «Мелита» — вторая).
В основу «Мелиты» положен пасторальный сюжет, перенесённый в действительность Франции XVII века. Главный герой, представитель высшего парижского света по имени Эраст, затевает любовную игру, чтобы показать, как он несчастен. Он подталкивает свою возлюбленную Мелиту к измене, подстраивая встречи со своим другом Тирсисом и подделывая письма с признаниями. В итоге Мелита и Тирсис действительно влюбляются друг в друга. Для Эраста это становится тяжёлым ударом, но он находит утешение в новом романе. 
В отличие от других комедий той эпохи, в пьесе «Корнеля» нет буффонады и масок, её герои — обычные молодые люди из «порядочного общества» (по выражению самого драматурга). Корнель позже писал, что во время работы над «Мелитой» не знал правил драматического искусства, но, следуя требованиям здравого смысла, всё же соблюдал право трёх единств.
В 1629 году Корнель жил ещё на своей родине, в Руане. Он показал рукопись «Мелиты» столичному актёру Мондори, гастролировавшему тогда в провинции. Тот высоко оценил пьесу и поставил её в Париже, где она снискала успех. Благодаря этому Корнель поверил в себя и смог обосноваться в столице, создав в последующие годы ещё несколько комедий для труппы Мондори.
Исследователи констатируют, что постановка «Мелиты» стала важным событием в истории французского классицизма. Корнель продемонстрировал в этой пьесе своё умение изображать характеры и «пересоздавать действительность в свете идеала».